# Малибайський сільський округ (Єнбекшиказахський район)
Малибайський сільський округ (каз. Малыбай ауылдық округі, рос. Малыбайский сельский округ) — адміністративна одиниця у складі Єнбекшиказахського району Алматинської області Казахстану. Адміністративний центр — село Малибай.
Населення — 4411 осіб (2021; 5198 у 2009, 3948 у 1999, 3733 у 1989).
Станом на 1989 рік існувала Малибайська сільська рада (село Малибай) колишнього Чиліцького району.